# Tianzhu (Qiandongnan)
Tianzhu (chinesisch 天柱县, Pinyin Tiānzhù Xiàn) ist ein chinesischer Kreis des Autonomen Bezirks Qiandongnan der Miao und Dong im Südosten der Provinz Guizhou. Er hat eine Fläche von 2.190 km² und zählt 264.700 Einwohner (Stand: Ende 2018). Sein Hauptort ist die Großgemeinde Fengcheng (凤城镇).

## Administrative Gliederung
Auf Gemeindeebene setzt sich der Kreis aus zehn Großgemeinden und sechs Gemeinden zusammen. 